# قانون ملكية النساء المتزوجات في الولايات المتحدة
تُعدّ قوانين ملكية المرأة المتزوجة (بالإنجليزية: Married Women's Property Acts) قوانين سنّتها فرادى الولايات في الولايات المتحدة ابتداءّ من عام 1839، وفي العادة تحت هذا الاسم، لا سيما عند تمديد أحكام قانون ممتلكات المرأة المتزوجة، وساعد أيضًا قانون ملكية المرأة المتزوجة على تصحيح بعض الصعوبات التي تواجهها المرأة في ظل قانون الغطاء، وهو نظام القانون العام الإنجليزي الذي يجمع بين قدرة المرأة المتزوجة على امتلاك العقارات والأجور وإبرام العقود والتصرف بصورة مستقلة إلى سلطة زوجها. وبعد أن سنّت نيويورك قانونها الخاص بملكية المرأة المتزوجة في عام 1848، أصبح هذا القانون نموذجًا للولايات الأخرى لمنح المرأة المتزوجة حق الملكية.

## الخلفية
بموجب المبدأ القانوني للقانون العام المعروف باسم الغطاء، فإن المرأة المتزوجة في المستعمرات البريطانية لأمريكا الشمالية وفي وقت لاحق في الولايات المتحدة ليس لديها أي وجود قانوني إلا زوجها. وقد أدرجت حقوقها والتزاماتها في إطار هذا القانون. لا تستطيع المرأة المتزوجة امتلاك عقارات أو إبرام عقود أو الحصول على راتب. ومن ناحية أخرى، فإن للمرأة غير المتزوجة، أي المرأة الوحيدة، الحق في امتلاك العقارات وعقد العقود باسمها.
على مدى عدة عقود، ابتداءً من عام 1839، سُنّت قوانين تمكن المرأة من السيطرة على الممتلكات العقارية والشخصية وإبرام العقود والدعاوى والوراثة بشكل مستقل عن زوجها إلى جانب العمل مقابل مرتب وكتابة الوصايا. وُضع أول قانون من هذا القبيل في ميسيسيبي، والذي منح المرأة المتزوجة في عام 1839 الحق في امتلاك (لكن ليس السيطرة) العقار باسمها. ثم في ماين وميريلاند في عام 1840. في عام 1842، سمحت نيو هامبشير للنساء المتزوجات بامتلاك وإدارة العقارات باسمهن أثناء عجز الزوج، ثم في كنتاكي نفس الشيء في عام 1843. في عام 1844، وسّعت ماين لاند نطاق حقوق الملكية للمرأة المتزوجة بمنحها اقتصادًا منفصلًا ثم تراخيص تجارية. منحت ماساتشوستس أيضًا المرأة المتزوجة اقتصادًا منفصلًا في عام 1844.
عادةً ما كانت الشواغل المتعلقة بسلامة الأسرة وحماية الأسرة المعيشية من الأزمات الاقتصادية، بدلًا من التصور الليبرالي لدور المرأة في المجتمع، هي الدافع وراء هذه التغييرات. في أواخر عام 1867، أشار قرار صادر عن المحكمة العليا في إلينوي في قضية كول فان ريبر إلى أنه «من المستحيل ببساطة أن تتمكن المرأة المتزوجة من السيطرة على ممتلكاتها والتمتع بها مثلما الامر لو كانت وحيدة، دون أن تتركها عمليًا حرة في إلغاء الزواج». وفقًا لأحد التحليلات، جاء التشريع هذا على ثلاث مراحل - السماح للنساء المتزوجات بتملك العقارات ثم الاحتفاظ بدخلهن ثم الانخراط في الأعمال التجارية - وتقدم بسرعة أكبر في الغرب، تمامًا مثل قانون الاقتراع للمرأة.